# Invasione
Un'invasione è un'occupazione, generalmente violenta, di un certo territorio già sottoposto alla sovranità di un gruppo umano ivi stanziato da parte di un nuovo gruppo di individui (che può essere un gruppo militare o anche un gruppo di civili).
Tale invasione avviene di solito in armi, tanto da essere ricordata, dalle discendenze, sempre con aspetti negativi di morte e distruzione, anche se spesso nell'uso comune con tale termine si identificano anche invasioni "pacifiche", cioè laddove ingenti masse umane (o non umane) si stanzino anche temporaneamente su un determinato territorio.
Altro significato della parola invasione è di stampo più militare. Storicamente l'invasione quindi può, spesso, assumere i connotati di una pura operazione militare, pianificata e condotta, normalmente per ragioni economico-politiche, se non geostrategiche, sostenute da questioni ideologiche.